# Banc Hipotecari d'Espanya
El Banc Hipotecari d'Espanya (BHE) va ser una entitat bancària espanyola que va existir entre el 1872 i el 1991.

## Història
Creat mitjançant la llei de 2 de desembre de 1872, inicialment va tenir un capital de 50 milions de pessetes de l'època. La concessió del mateix es va lliurar inicialment al Banc de París i dels Països Baixos. Amb el pas dels anys l'entitat va adquirir més importància dins l'àmbit bancari espanyol. Per al 1920 el Banc Hipotecari representava el 24% de tots els crèdits de la banca privada espanyola de Crèdit Oficial (ICO). El 1982 el BHE va absorbir el Banc de Crèdit a la Construcció. Va desaparèixer el 1991, després de la seva integració juntament amb altres bancs públics a la corporació Argentaria.